# تقوایی
تقوایی یک نام خانوادگی‌ست. افراد شاخص با این نام از این قرارند:
- ناصر تقوایی، کارگردان ایرانی
- حمید تقوایی، مبارز و فعال کمونیست ایرانی
- زینب تقوایی، تهیه کننده ایرانی